# Carl Reid
Carl Leonard Reid (Hagersville, Ontário, Canadá, 14 de dezembro de 1950) é um padre católico romano canadense. Ele é um ex-bispo da Igreja Católica Anglicana do Canadá; foi recebido na Igreja Católica em 2012 e ordenado padre do Ordinariato Pessoal da Cátedra de São Pedro. O Papa Francisco o nomeou segundo ordinário do Ordinariato Pessoal de Nossa Senhora da Cruz do Sul, de 2019 até sua renúncia em 2023.

## Vida e ministério
Carl Reid foi batizado em 14 de janeiro de 1951 na Igreja Anglicana do Canadá. Obteve o título de bacharel em Engenharia Geológica pela Queen's University em Kingston, Ontário, em 1973. Obteve o título de Mestre em Divindade pelo St. Bede's Online Theological College. Em 2006, recebeu o título de Doutor em Divindade honoris causa.
Foi ordenado diácono na Igreja Católica Anglicana do Canadá em 1988 e ministro na mesma jurisdição em 23 de junho de 1990. Foi ordenado bispo sufragâneo da mesma comunhão em 27 de janeiro de 2007.
Em 2009, o Papa Bento XVI promulgou a constituição apostólica Anglicanorum coetibus. Em novembro de 2011, Reid tornou-se bispo assistente da pró-diocese de Nossa Senhora de Walsingham da Igreja Católica Anglicana do Canadá, composta por clérigos e paróquias que se preparavam para entrar no futuro Ordinariato Pessoal da Cátedra de São Pedro. Ele foi recebido na Igreja Católica Romana em 15 de abril de 2012. O Papa permitiu que alguns ex-padres anglicanos casados fossem ordenados como padres católicos romanos e Reid foi ordenado em 26 de janeiro de 2013 pelo Arcebispo Terrence Prendergast, SJ, na Catedral de Notre Dame em Ottawa.
Reid tornou-se reitor da Igreja de São João Batista e reitor da Congregação da Anunciação da Bem-Aventurada Virgem Maria. Em 2014, foi nomeado reitor da Igreja da Congregação do Bem-Aventurado John Henry Newman, hoje São John Henry Newman, em Victoria.
Em 26 de março de 2019, o Papa Francisco o nomeou ordinário do Ordinariato Pessoal de Nossa Senhora da Cruz do Sul na Austrália. Ele e sua esposa, Barbara Hughes-Reid, mudaram-se para a Austrália para iniciar um período de serviço à Igreja no país. Em 13 de maio de 2019, o papa concedeu-lhe o título de protonotário apostólico. A instalação de Reid ocorreu em 27 de agosto de 2019, na Catedral de Santa Maria, em Sydney, por Anthony Fisher, OP, Arcebispo de Sydney. Também estavam presentes Steven J. Lopes, Ordinário do Ordinariato Pessoal da Cátedra de São Pedro, e Keith Newton, Ordinário do Ordinariato Pessoal de Nossa Senhora de Walsingham.
Em 21 de abril de 2023, a Santa Sé anunciou que o papa havia aceitado a renúncia de Reid, com efeito a partir de 1º de julho, e nomeado Anthony Randazzo, bispo de Broken Bay, para servir como administrador apostólico ad nutum Sanctae Sedis do ordinariato.